# Tellervo choaspes
Tellervo choaspes är en fjärilsart som beskrevs av Butler 1866. Tellervo choaspes ingår i släktet Tellervo och familjen praktfjärilar. Inga underarter finns listade i Catalogue of Life.